# Ulitã
Ulitã foi um oficial bizantino do século VI, ativo no reinado do imperador Justiniano (r. 527–565). No inverno de 546/7, como tribuno militar ao lado de Liberato na África, auxiliou o general João Troglita em sua campanha vitoriosa contra o chefe mouro Antalas.